# Concattedrale di Vigo
La concattedrale di Santa Maria (in spagnolo: Concatedral de Santa María) si trova a Vigo, in Spagna, ed è la concattedrale della diocesi di Tui-Vigo.

## Storia
L'esistenza di una chiesa dedicata a Santa Maria a Vigo risale almeno al XII secolo, come attestato da documenti del 1156 e del 1170, quando re Ferdinando II di León dona la chiesa al vescovo come compensazione per altri territori confiscati dalla Corona. La prima chiesa fu poi sostituita da una seconda in stile gotico costruita alla fine del XIV secolo e completata nel 1403, conservando numerose cappelle e transetti dell'edificio precedente. L'11 giugno 1497 la chiesa fu elevata a collegiata. Nel 1589 la chiesa fu saccheggiata dal pirata Francis Drake. Nel 1809, in seguito all'esplosione di una polveriera posta vicino alla chiesa, l'edificio fu gravemente danneggiato, rendendo necessaria la costruzione di una terza chiesa.
Il progetto del 1811 è di Melchor de Prado y Mariño, accademico della Reale Accademia di San Fernando. I lavori cominciarono solo nel 1816 a causa della guerra contro Napoleone Bonaparte e furono completati nel 1838, con la costruzione del tabernacolo, e gli altari laterali.